# Strijkkwartet nr. 6 (Norgard)
Per Nørgård voltooide zijn Strijkkwartet nr. 6 Tintinnabulary in 1986.
Het strijkkwartet, dat uit één deel bestaat, kreeg als bijtitel mee Wie ein mächtiger Walzer (zoals een krachtige wals). Het strijkkwartet speelt licht wiegende muziek, zonder dat daar direct een wals te herkennen is. De term Tintinnabulary staat voor het licht wiegen van het gelui van bijvoorbeeld kerkklokken of in de concertzaal buisklokken. De term was ten tijde van componeren populair; ook de muziek van collega-componist Arvo Pärt werd ermee aangeduid. De titel is de enige overeenkomst tussen de muziek van Nørgård en Pärt; die van de eerste is rusteloos en gespannen met veel dissonanten; die van de tweede ascetisch en meditatief. De muziek staat in sterk contrast tot de muziek van zijn vijfde strijkkwartet; er zat 17 jaar tussen.

## Orkestratie
- 2 violen, altviool, cello

## Discografie
- Uitgave Kontrapunkt: Kontra Quartet (niet meer verkrijgbaar).